# 昔德蘭矮種馬

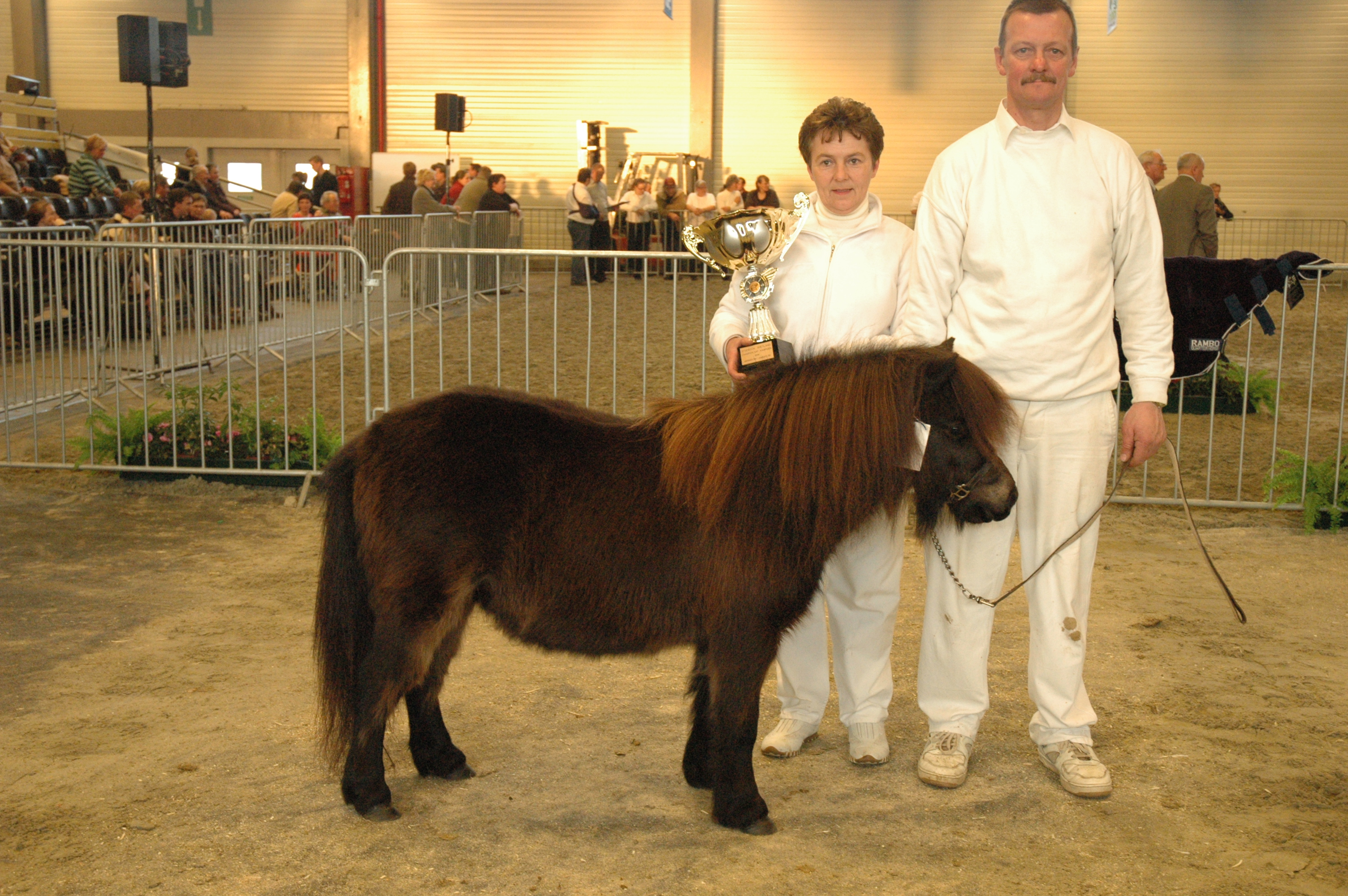
一頭獲獎的矮馬，可與人的身高作比較。

昔德蘭矮種馬（英語：Shetland pony），又稱昔德蘭小馬，一種矮種馬，起源於英國蘇格蘭昔德蘭群島。這種馬的肩高約71公分至107公分之間，有厚重毛皮，四肢粗短，頭腦聰明。可以用來騎乘、載貨或是拖車之用。